# Santa Fé (Colón)
Santa Fé é um município localizado no departamento de Colón, na costa norte de Honduras. A cidade possui uma área de aproximadamente 207,9 km² e uma população estimada de 5.330 habitantes, conforme dados de 2020.[carece de fontes?]

## História
A formação de Santa Fé remonta a 1799, quando habitantes do bairro de Río Negro, em Trujillo, migraram em busca de terras adequadas para a agricultura. Inicialmente, estabeleceram o caserío de David, hoje conhecido como Guadalupe, e posteriormente fundaram Santa Fé, também chamada de Punta Hicacos.
Em 1881, Santa Fé foi reconhecida como município com a criação do departamento de Colón, consolidando-se como parte do círculo administrativo de Trujillo.

## Cultura e Sociedade
Santa Fé destaca-se pela forte presença da etnia Garífuna, cuja rica cultura inclui tradições, música e gastronomia únicas. As festas patronais em homenagem à Virgem do Carmo, celebradas em julho, são um marco cultural da região.

## Economia
A economia local é baseada principalmente na agricultura, com destaque para os cultivos de banana, cítricos, cana-de-açúcar, tubérculos e hortaliças. A criação de gado bovino, suíno e a avicultura também desempenham papéis significativos na economia da região.

## Turismo
Santa Fé atrai turistas interessados em suas praias e na cultura Garífuna. As atividades turísticas incluem passeios de barco, banhos em águas tranquilas e degustação da culinária local. A cidade oferece uma experiência autêntica para visitantes.

## Infraestrutura
Santa Fé possui infraestrutura básica, incluindo centros de saúde, escolas de diferentes níveis e acesso a serviços de comunicação como telefonia e internet. O município trabalha continuamente para melhorar a qualidade de vida de seus habitantes.